# Glenn Kenny
Glenn Kenny (n. 8 august 1959) este un critic de film și jurnalist american. 

## Biografie
Kenny a studiat la Universitatea William Paterson, unde a absolvit cursurile de literatură engleză. 
El s-a alăturat personalului revistei de film Premiere în iunie 1996,  după ce a lucrat ca scriitor freelancer de film si critic muzical pentru mai multe publicații, inclusiv The Village Voice. Una dintre primele sale misiuni pentru Premiere  a fost să editeze lucrarea scrisă David Lynch Keeps His Head de David Foster Wallace, care mai târziu a fost inclus în colecția de eseuri a lui Wallace, despre un presupus lucru distractiv pe care nu-l voi mai face niciodată.
Kenny a fost critic și editor la Premiere până când și-a încetat apariția în 2007. El a devenit mai târziu criticul principal al website-ului  MSN înainte de a se alătura cotidianului The New York Times. El a scris, de asemenea, pentru Los Angeles Times, Rolling Stone și Entertainment Weekly.
Kenny a editat o antologie despre Războiul stelelor și a scris o monografie despre actorul Robert de Niro, pentru revista franceză Cahiers du cinéma. A jucat în filmul lui Steven Soderbergh Confesiunea unei prostituate (2009) și în filmul lui Preston Miller God's Land (2010).

## Legături externe
- Some Came Running (Glenn Kenny's blog)
- Gleiberman, Owen; Kenny, Glenn; Corliss, Richard (13 iulie 2004). „Gunarina / Summer Movie Panel”. The Charlie Rose Show. Arhivat din original la 2 aprilie 2012.